# 安昌林
安 昌林（アン チャンリム、ハングル : 안창림、 1994年3月2日- ）は、在日韓国人3世の柔道家。京都府京都市出身。階級は73kg級。身長168cm。

## 経歴
父方は曾祖父、母方は祖父の代に、それぞれ日本に移住した一家の子として生まれた。父親は空手道場を営み、柔道は6歳の時に父親の影響で始めた。京都市立八条中学校入学時、父親の友人である正村和也に師事し、空手道場に畳を敷いて猛特訓し、技術と知識を徹底的に学ぶ。3年の時に全国中学校柔道大会55kg級に出場するが初戦で敗れた。神奈川県にある桐蔭学園高校へ進むと、丸山城志郎と同級生になった。3年の時にインターハイ66kg級に出場するが、初戦で鹿児島情報高校3年の竪山将に判定で敗れた。筑波大学に進むと、1年の学生体重別では7位だった。2年になって階級を73kg級に上げると、学生体重別で優勝を飾った。安昌林の談によると、大学で指導を受けていた監督の増地克之にとりわけ帰化を勧められたが、安昌林は「韓国人だから太極マークを付けたい。国際大会で日本の選手に勝つのが目標ですから」と言って断った。
2014年からは筑波大学から転校して韓国の龍仁大学校所属となると、国内選手権で優勝して世界選手権代表に選ばれるものの、2回戦でイスラエルのサギ・ムキの前に有効で敗れた。なお、筑波大学時代は先輩の秋本啓之の背負投を手本にしていたものの、ケガの懸念もあって断念したが、韓国ではコーチの宋大南に全方向へ投げれるような背負投を指導されて、それを得意技にしていった。世界ジュニアでは決勝で天理大学1年の山本悠司と対戦して合技で破り優勝を飾った。地元のグランプリ・チェジュでシニアの国際大会初優勝を飾った。2015年にはアジア選手権で優勝した。光州で開催されたユニバーシアードでも優勝するが、団体戦では2位だった。世界選手権では準決勝で大野将平の裏投げで敗れたものの3位になった。グランドスラム・アブダビで優勝すると、グランプリ・チェジュでは2連覇を果たした。グランドスラム・東京では決勝で筑波大学時代に付き人を務めていたこともある先輩の秋本啓之の背負投げの技ありで敗れた。2016年のグランドスラム・パリでは秋本を破るなどして優勝したが、グランプリ・デュッセルドルフでは大野の内股の技ありで敗れて3位だった。世界ランク上位選手が集まるワールドマスターズでは準々決勝でモンゴルのガンバータル・オドバヤルに指導3で敗れるなどして5位に終わった。迎えた2016年のリオデジャネイロオリンピックでも3回戦でベルギーのディルク・バンティヘルトに技ありを取られて敗退しメダルを獲得することができず、オリンピックの舞台から去ることになった。
2017年のグランドスラム・パリでは決勝で橋本壮市に技ありで敗れて2位だった。世界選手権では準決勝でリオデジャネイロオリンピック銀メダリストであるアゼルバイジャンのルスタム・オルジョフに逆転の一本負けを喫するが3位となった。2018年のアジア大会では決勝で大野とGS含めて11分以上の戦いの末に内股で技ありを取られて2位に終わった。この技ありはジュリーのビデオ判定による微妙な判断だったが、「逆に僕が大野選手の立場だったら『技あり』とアピールしたと思うし、これが結果と受け入れるしかない」と語った。世界選手権では決勝で橋本を小外掛で破って優勝した。韓国と北朝鮮の南北合同チームで臨んだ世界団体では3位になった。ワールドマスターズでは準決勝でオルジョフに技ありで敗れて3位だった。なお、2018年の世界ランキング年間1位となった。2019年のアジアパシフィック選手権では決勝でモンゴルのツェンドオチル・ツォグトバータルに大内刈で敗れた。団体戦でも決勝の日本戦で野上廉太郎に大腰の技ありで敗れてチームは2位に終わった。世界選手権は頸椎のヘルニアを発症したため、回避することに決めた。2020年のグランプリ・テルアビブでは3回戦でチェコのマルティン・ホヤクに谷落で敗れた。グランドスラム・デュッセルドルフでは決勝で大野に内股の技ありで敗れて2位だった。2021年のワールドマスターズでは決勝で橋本と対戦して、肘を極める形での袖釣込腰を仕掛けられて反則勝ちとなり優勝した。7月に日本武道館で開催された東京オリンピックでは準決勝でジョージアのラシャ・シャフダトゥアシビリに反則負けするも、3位決定戦でオルジョフを技ありで破って3位になった。東京オリンピック混合団体では初戦のモンゴル戦でツェンドオチルに反則負けを喫すると、チームも敗れた。なお、東京オリンピック柔道男子73キロ級で銅メダルを獲得したため、2021年8月、徴兵制度の特例対象となり事実上の兵役免除となった。12月には現役引退を表明した。

## 戦績
- 2012年 -　学生体重別　7位
- 2013年 -　学生体重別　優勝
- 2013年 -　体重別団体　優勝
- 2014年 -　世界ジュニア　個人戦　優勝　団体戦　3位
- 2014年 -　グランプリ・チェジュ　優勝
- 2014年 -　グランドスラム・東京　3位
- 2015年 -　グランプリ・デュッセルドルフ　3位
- 2015年 -　ヨーロッパオープン・ワルシャワ　2位
- 2015年 -　アジア選手権　個人戦　優勝　団体戦　3位
- 2015年 -　2015年夏季ユニバーシアード　個人戦　優勝　団体戦　2位
- 2015年 - 世界選手権　3位
- 2015年 - 世界団体　2位
- 2015年 - グランドスラム・アブダビ　優勝
- 2015年 -　グランプリ・チェジュ　優勝
- 2015年 -　グランドスラム・東京　2位
- 2016年 -　グランドスラム・パリ　優勝
- 2016年 - グランプリ・デュッセルドルフ　3位
- 2016年 -　ワールドマスターズ　5位
- 2017年 -　グランドスラム・パリ　2位
- 2017年 -　アジア選手権　個人戦　優勝　団体戦　優勝
- 2017年 -　世界選手権　3位
- 2017年 -　世界団体　3位
- 2018年 -　グランドスラム・パリ　3位
- 2018年 -　グランプリ・アンタルヤ　2位
- 2018年 -　グランプリ・フフホト　優勝
- 2018年 - アジア大会 個人戦　2位　団体戦　3位
- 2018年 -　世界選手権　優勝
- 2018年 -　世界団体　3位
- 2018年 -　ワールドマスターズ 3位
- 2019年 - グランプリ・アンタルヤ　優勝
- 2019年 - アジアパシフィック選手権 個人戦　2位　団体戦　2位
- 2020年 -　グランドスラム・デュッセルドルフ　2位
- 2021年 -　ワールドマスターズ　優勝
- 2021年 -　アジア・オセアニア選手権　優勝
- 2021年 -　東京オリンピック　3位

(出典、JudoInside.com)。